# The Sims 2: Bon Voyage
The Sims 2: Bon Voyage (Os Sims 2: Viagens em Portugal) é a sexta expansão do jogo The Sims 2.
Foi anunciado pela EA em 24 de Maio de 2007. Seu grande atraente é poder viajar de férias, que não foi adicionado na expansão anterior o The Sims 2: Quatro Estações. O lançamento nos EUA foi 5 de Setembro, no Brasil 14 de Setembro e em Portugal 21 de Setembro.

## Destinos
Existem 3 destinos criados para a expansão, cada um mostrando uma localidade do mundo (Ilha tropical, Montanhas e Extremo Oriente). Esses destinos poderão ser escolhidos ao clicar num novo botão chamado destino de férias que aparece enquanto você olha a vizinhança. Os destinos são:

### Ilha Twikkii
É uma ilha infestada por palmeiras e arbustos tropicais, além dos atols, baías e lotes com praias. Isso mesmo, lote com praia, um sonho dos fãs da série desde o início. Em Ilha Twikkii você pode se hospedar em hotéis luxuosos à beira mar ou em pousadas mais baratas, dependendo do seu gosto. Nesse destino de férias é onde se encontra um pirata e um feiticeiro pelo qual você pode ganhar uma boneca vodu.

### Três Lagos
É uma vila com uma vegetação de pinheiros e outras árvores de vegetação tundra. Lá é onde se encontra o Pé-grande. Nesse destino seus sims podem acampar em barracas ao ar livre, ou em hotéis luxuosos ou mais baratos.

### Vila Takemizu
É uma vila oriental cercada por muralhas que tem sua paisagem infestada de bonsais. Lá se encontra um velho sábio e um ninja-mestre, que podem ensinar aos seus sims diversas coisas.

### Lotes Secretos e Tesouro
Saiba que, para conseguir ver o Pé-grande, ter uma boneca vodu e encontrar o velho sábio, você precisa encontrar um mapa para um lote secreto.
Este mapa é fácil de ser encontrado em casa, é só clicar no chão e escolher a interação cavar. Você pode não encontrá-lo de primeira, mas uma hora encontrará o primeiro mapa, que o leva a Vila Takemizu.
Lá, encontrará o velho sábio. Não tente falar com ele, sirva chá na mesa que estará em sua frente. É uma boa ideia tirar fotos com ele, mas é só para guardar de lembrança.
Agora, o mais importante: encontrar o outro mapa. 
Procure debaixo de árvores, pedras ou marcas orientais que existirem no chão. Essas são chamadas marcações e são completamente aleatórias. O novo mapa te levará para a Ilha Tiwikki.

## Novas opções de Construção & Compra
Além dos sonhados telhados de pagoda, agora é possível criar lotes com praias. As ondas do mar são extremamente realistas, mas podem variar conforme a placa de vídeo utilizada pelo jogador. Finalmente seus sims poderão relaxar na sauna, dormir em barracas, entre outros. Também é possível a construção de ruínas para que seus sims visitem.

## Novas ações e interações
Cada destino de férias conta com uma dança especial que o sim pode aprender. Ilha Twikkii, o Hula-hula, Três Lagos, a Dança Bávara e Vila Takemizu a Dança Oriental. Também há os cumprimentos nativos, que são, respectivamente, Relaax, Bater no peito e Reverência. Na praia, quando o sim toma muito sol, fica moreno. Porém, se tomar sol no período das 11:00 às 14:00, poderá ficar vermelho e com hematomas. Há também redes de balanço em que os sims podem balançar, ler livros e fazer oba-oba. (Triqui-triqui em Portugal)

## Recepção
tem 74/100 no Metacritic. A opinião dos críticos é que não adiciona tanto quanto a expansão da Universidade, mais, pra quem é fã da saga The Sims ainda é divertido.

## Requerimentos de Sistema
Os requerimentos de sistema para o The Sims 2 são os seguintes:
- Processador de 800 MHz ou superior (para placas de vídeo sem tecnologia T&L requer 2 GHz ou superior)
- Memória RAM 256 MB
- NVIDIA GeForce2 GTS ou superior; ATI Radeon 8500 ou superior. (32 MB)
- Windows 98/ME/2000/XP/Vista* (Windows 95/NT não suportados)
- 3.5 GB de espaço no disco para instalação e 1.5 GB para jogos salvos é recomendado

Os requerimentos variam em cada expansão e se houver mais de cinco expansões instaladas são os seguintes:
- Processador de 1.3 GHz ou superior (para placas de vídeo sem tecnologia T&L requer 2.4 GHz ou superior)
- Memória RAM 512 MB ou mais (recomendado a utlização de 1GB de RAM)
- NVIDIA GeForce2 GTS ou superior; ATI Radeon 8500 ou superior. (32 MB)
- Windows 98/ME/2000/XP/Vista* (Windows 95/NT não suportados)
- Espaço no disco depende das expansões e 1.5 GB para jogos salvos é recomendado
  - Windows Vista requer um processador de 2 Ghz e 1 GB RAM

1. ↑  «The Sims 2: Bon Voyage». Metacritic (em inglês). Consultado em 14 de agosto de 2019